# Osamelec
Osamelec je vzpetina, ki se dviga iz sicer ravnega površja in ni del nobenega hribovja. Nastane zaradi vulkanskih ali drugih geoloških procesov, ki ustvarijo skalnat predel znotraj mehkejših kamnin, npr. apnenca. Te odstrani erozija, trdnejše kamnine pa ostanejo dvignjene nad površje.
Največji osamelec na svetu je avstralski Uluru. V Sloveniji so med znanimi osamelci Gora Oljka, Šmarna gora in Rašica.